# Oduduwa
Odùdúwà (també Odudúa, Odúa, Oodúà, i en transcripció afro-cubana Odduduwa o Oddua) és una de les principals deïtats de la religió ioruba. Òrìşà de la Creació, segons la tradició d'Ilè Ifé. Un dels 154 òòşà fúnfún (del color blanc), entre els quals es destaquen també Obàtálá (el seu rival en el procés de crear el món), Òrúnmílà (El Profeta), Òòşà-Ogiyan (deïtat d'Ejigbo) i Yemoo (Yemõwo', Yemú, Yembo). En la santería sincretiza amb Jesucrist, bé sigui en imatges del "Santíssim Nom de Jesús" o del "Santíssim Sagrament". Encara que és més popular com a Sant Manel.

## Resum
Segons la tradició general d'Ilé Ifè - que es considera l'oficial d'Ifè - va ser el òrìşà que va crear el món, quan Obàtálá, va quedar embriagat i va fallar en la tasca encarregada per Olórun-Olódùmárè (Déu Suprem).

## Llegendes
Olórun va crear primer a Obàtálá, però quan Òrìşà-Nlá (el Gran Òrìşà Blanc) es dirigia al llindar del món espiritual, es va trobar amb Èşù (Eshú, també conegut com a Elégbara o Elégbà), que li va exigir que fes sacrifici. Altiu, Obàtálá va refusar i Èşù va decidir imposar-li un càstig: li va posar en el camí un menjar molt picant i va plantar una palmera vinícola.
Després de molt caminar, Bàbá, va decidir descansar. Com que tenia gana, va decidir tastar el menjar que Èşù havia plantat. Una vegada satisfet, va tenir set i amb la seva opa-oşor (opká-oshoró, ceptre o callau), va perforar la palmera i va beure del vi que rajava d'ella. Embriagat, es va quedar adormit, amb el Apo Àiyé (Sac de la Creació al seu costat).
Olófin-Otete (un altre nom d'Odùdúwà), en adonar-se de la situació, va anar a elese (al peu) del seu pare Olórun i el va informar. Olódùmárè, va decidir, llavors, encomanar-li la tasca de crear el planeta com avui ho coneixem.
Odúa va fer els sacrificis pertinents, orientat pel seu company Òrúnmílà i suspès d'una cadena (ewon) de plata de 16 baules va vessar sobre la superfície de l'aigua (l'única cosa existeix en el caos i foscor inicial) una mica de pols. Després va deixar lliscar-se a la gallina (adíye) cinquenera (de pota de cinc dits), perquè aquesta espargís la terra. El camaleó va ser el que va temptejar la superfície recentment formada i va confirmar que Odùdúwà podia baixar.
Així doncs, Odúa va ser el primer òrìşà que va trepitjar sobre la terra (esentayé, d'on neix la cerimònia homònima, típica de la pràctica ancestral, en què se li fa la endivinación de la destinació als nounats). Odùdúwà venia, com totes les deïtats, amb 200 acompanyants.
En despertar Obàtálá, va mostrar contrarietat pel succeït. Olórun, li va perdonar l'error i li va encarregar modelar a l'ésser humà de l'argila (per la qual cosa rep el títol d'Alamorere). Una vegada a la terra, va travar una violenta guerra amb Odúa i els seus seguidors, només apaivagada gràcies a la intervenció de Èşù Obà sense l'Àiyé, Òrúnmílà, Yemoo (esposa de Bàbá) i l'astúcia i sacrifici de Moremi, avui dia heroïna d'Ifè.
Odúa va fundar la capital espiritual dels iorùbá (Ilé Ifè) i es va tornar el seu progenitor. Avui dia tots els iorùbá es consideren omo Odùdúwà és a dir fills d'Odùdúwà. Odúa encapçala la dinastia dels 21 obà, reis locals, que ratifiquen les seves corones al peu del Ooni d'Ifè, per tradició descendent directe del òrìşà i la seva encarnació vivent. Per ser el primogènit d'Odùa-Ilè-Àiyé (La Mare Terra), se li diu Àrému (Àré = primer). També Agbéjì en virtut de la seva capacitat creadora.
La llegenda abans narrada, sol tenir una versió històrica, que explica que Odúa va venir de l'est (segons uns de la Mecca, a Aràbia, segons uns altres de Benín o de llocs propers), per destronar el rei local Obàtálá, imposant als igbo, la població local, un nou ordre polític, reconfigurant la identitat cultural i espiritual que va trobar, amb elements propis. Aquesta versió és més acceptada entre els antropòlegs, els habitants d'Oyo i aquells que volen, per influència occidental, privar de naturalesa divina al pare dels iorùbá.

## Les seves esposes, acompanyants i descendents
Les Esposes d'Odùduwà
Algunes de les esposes d'Odùduwà:
Olókun Seniade: Ìyá Òkun, la Mare i propietària del Mar, la primera i la favorita d'Odùduwà. La senyora de la prosperitat, abundància i riquesa com el mateix mar, la mare de Ògún i Ìsèdélè.
Oşààrá: "aquella que va ser beneïda amb molts fills", és adorada en el santuari d'Olóòkun i té la seva festa anual anomenada Àgbon.
Omìtótó-Òşé: una de les favorites, mare d'Ajíbogun, que més tard es va fer Owá Obòkun, que va fundar les ciutats de Ìbòkun i Ilésà.
Alguns diuen que va adoptar o va ser mare d'Obàloràn, natural de Ìloràn, que més tard es va fer cap d'Ilódè, ciutat natal de la seva mare.
Uns altres encara diuen, que va ser filla de Sàpàrákùnní, llavors donzella de rara bellesa que vivia amb la seva germana Omìtótó, casa aquesta, que Odùduwà visitava amb molta freqüència, i que va tenir nits d'intens amor. Amb això va conèixer i es va enamorar per Omìtótó, amb qui més tard es va casar.
Ojùmmu-Yàndà: la que va fer esforços successius per contenir i intervenir en les llargues disputes entre Odùduwà i Obàtálá.
Lakanje: també coneguda com a Aníhunka, de més bella i sensual de les esposes, la mare de Òrànmíyàn.
Omonide: qui va tenir diversos fills d'Odùduwà, entre ells alguns que es van fer Oba, com el Alákétu i el Aláké. Diuen també, que ella o un dels seus descendents va ser qui va fundar la ciutat d'Abéòkuta.
Ogunfunminire: diuen que va ser mare de molts fills d'Odùduwà i va ser qui va fundar la ciutat de Lagos.
Yèyémòólú: va ser la més vella (en edat) de totes les esposes, tenia la responsabilitat de supervisar tota a l'alimentació servida al seu espòs. Diuen, que es va transformar en un pou d'aigua potable i extremadament saludable.
Per aquest i altres motius, tots els Óònì que van regnar i regnaran en Ifé, es "casen" d'entrada amb ella abans de viure definitivament en el palau com Óònì, on fins avui existeix el pou en què Yèyémòólú es va transformar i on és reverenciada.
Àtìbà: per uns no va tenir fills, per a uns altres va ser la mare dels Oba Osemofarawe i Ebumàwe que foren els fundadors de la ciutat de Àgó-Ìwòyè. Va ser una de les esposes que més edat tenia, i es va transformar en una petita peça de granit, avui a l'entrada del Museu d'Ifé.
Els Àgbàgbà
Els "setze" àgbà (ancians) que van venir amb Odùdúwà per crear Àiyé, que per aquest motiu se li diu a Olófin Odùduwà, el Àjàlàiyé (La Voluntat de la Terra; també Olófin Àiyé, el Regidor o Amo de la Llei Terrenal; Olórun és el Olófin Òrun - Regidor del Cel).
1. Òrúnmìlà o Àgbónmìrégún: "Senyor de l'Oracle de Ifá", va ser el primer company i el Cap Conseller d'Odùduwà, un primer ministre, orientant sobretot i a tots, inclusivament en assumptes governamentals d'Ilê-Ifé.
2. Obàtálá: també anomenat Òrìşànlá, considerat el primer i principal artesà, per modelar els cossos dels éssers humans, és aclamat com Alámòrere, "Senyor de la bona argila", per extensió, el patró dels artistes, principalment dels escultors.
3. Olúorogbo o Òrìşà Al·làşi: va ser el tercer àgbà en importància després d'Odùduwà, aquell que fou el "Salvador del Món", que va fer ploure en una gran sequera, doncs fou el cap missatger entre el Oba Orún i el Oba Àiyé, o sigui entre Olódùmarè i Odùduwà.
4. Obamèri: també anomenat Alapa-Aharemadà, fou el seu "general".
5. Orèlúéré o Orè (Vaig orar): Olóde Orè, el cap dels caçadors i guardià de les tradicions i de la moral. Para uns, després que Odudùwà va haver creat el món, fou el primer a trepitjar la terra i després explorar-la, va anar Olóde Orè, abans de qualsevol, que com mana la tradició era una de les funcions dels caçadors, per això és també aclamat com Onílè, "Senyor de la terra". Diuen que més tard es va fer company de Òbàtálá.
6. Obasìn o Èşù Obasin: Era qui controlava les intempèries de la naturalesa, i més tard, es va fer el principal assistent de Òrúnmìlà.
7. Obàgèdè o Obàgîdî: va ser el cap missatger d'Obamèrì.
8. Ògún: va ser el cap dels guerrers.
9. Obamakin: (sense dades).
10. Obawinni Oreluko: també anomenat Oro-Apasa, que més tard es va fer company de Òbàtálá, va ser qui va fer a Òbàtálá 1.er Oba dels Ìgbò, i els va fer retirar-se d'Ilê-Ifé, sota la pressió d'Obamèri. Després que Òbàtálá se'n va anar, ell els va liderar i va ser el 2n Oba dels Ìgbò.
11. Aje Sàlugá: "Senyor de la Riquesa", fou el "financer" d'Odùduwà. Altres fonts diuen que va ser una filla d'Olóòkun amb Odùduwà. És interessant notar, que com a divinitat masculina, el seu símbol sigui una gran petxina marina, la qual cosa estranyament coincideix amb un dels símbols d'Olóòkun.
12. Èrìsilè: (sense dades).
13. Éléşìje: Va ser un herbolari, que va iniciar la pràctica de la medicina tradicional.
14. Olóşé: En la tradició afrocubana es considera filla d'Odúa.
15. Alajó: (sense dades).
16. Èşìdálè: que cuida d'aquells que moren tràgicament, com a dones que moren en donar a la llum, incloent-hi els suïcides.
Uns altres, inclosos en la comitiva:
Olókun: La primera i favorita esposa d'Odùduwà. La Deessa del Mar.
Òrìşàtéko Ìjùgbè o Obaresé: un gran guerrer i company molt connectat a Obàtálá.
Yemõwo': l'única esposa d'Obàtálá.
Uns altres no consideren Obàtálá com un dels 16, perquè hauria arribat després dels 16.

## Descendents il·lustres
Entre els descendents més il·lustres d'Odùdúwà es troben Òrànmíyàn i els seus fills Dada Ajaka i els ibéjì (bessons) Sàngó i Aganju. Sàngó, en particular, va acabar l'obra del seu avi i pare, consolidant l'imperi d'Oyo, capital política dels iorùbá.
Avui dia es considera que el Òòni d'Ifé és descendent, fins i tot encarnació vivent d'Odúa. També descendeixen d'Odùdúwà els 21 obà amb dret a adé (corona), que han de ser confirmats per la màxima autoritat en aquests menesters, el ja esmentat sobirà d'Ifé.

## El seu culte a Àfrica
Malgrat la importància d'Odùdúwà en la història i mitologia iorùbá, el seu culte a Àfrica, és un xic irregular. Els seus principals centres d'adoració són Ifé, parcialment Oyo i Ado (terra ègbádò), on segons tradició, Odúa va emprendre viatge en la seva vellesa, acompanyat per Elegbara, que va ocupar el comandament de la ciutat d'Iworo.
Té variades formes d'iniciació i un sacerdoci propi, contrari a la idea més comuna a Amèrica. El seu summe sacerdot és el Oba'dio d'Ifè. A Oyo es realitza la cerimònia de adoşu de la deïtat, sense necessitat d'usar altres òrìşà com intermediaris (entengui's Obàtálá, com ve succeint al nou món).
En algunes regions, particularment al sud-est, se'l confon amb Odùa, la deessa primigènia de la Terra, considerada com a coetània d'Olórun i consort d'Obàtálá. Odùa és la terra, Obàtálá el cel. Segons tradició tots dos estan units en una eterna abraçada, creant la Igbá Iwá: Carabassa de l'Existència. Cronistes britànics recullen la llegenda iorùbá, que en una baralla, Obàtálá va arrencar els ulls a la seva conflictiva dona, deixant-la cega. Aquesta llegenda, també és documentada per Lydia Cabrera, en el seu conegut i polèmic llibre La Muntanya, però aquesta vegada a Cuba, on també s'assegura que la Creació emana d'una güira on vivia, segons uns Odúa i Yemú i segons uns altres, Obatalá i Yemú en companyia de 16 igbin (caragols o bavoses).
Hi ha qui assegura que Ado Odúa és una deïtat femenina, no obstant això, un oríki de la regió deixa ben clar que es tracta d'un rei i no una reina: Obà nilè Ado (Rei de la Terra d'Adó). Qui així ho afirma, assegura que Ado va ser creada per un caçador de qui aquesta deessa es va enamorar. En cansar-se d'aquest, la mateixa va decidir beneficiar amb la seva benedicció a qui tants moments de plaer li va proporcionar i li va assegurar en partir que els que visquessin d'ara endavant en aquesta regió, comptarien amb la seva protecció eterna. La llegenda és molt repetida pels historiadors estrangers, no obstant això, no sembla estar confirmada per la realitat local.
Festivals
Com succeeix amb la majoria de les divinitats yorùbá, Odùdúwà té un festival propi ea Ilè Ifé anomenat Anat. Se celebra durant sis dies; només es toquen els adjá o agogó de la divinitat, sense tambors. Durant el mateix, els habitants d'Ifé, commemoren al progenitor de la seva raça, també considerat per ells com a pare la Humanitat. L'Anat es realitza entre desembre i gener (a Cuba, Odúa es venera el primer dia de l'any).
Per la seva banda, la gent d'Ado-Odo (territori ègbádò) celebren dues importants festivitats rituals: Alamuwa i Il'aje (també conegut com a Oodua). Tots dos estan dedicats a deïtats ancestrals, que segons la població local, també provenen d'Ifé. D'aquests dos el Oodua (Il'aje) és el més important i prestigiós. D'acord amb el Chief Biliaminu Olabimtan, nadiu d'Ado-Odo, Il'aje és un homenatge a la deïtat del poble i durant cadascuna de les celebracions en el seu honor es demana pau, fertilitat, longevitat, amor i salut, entre d'altres.
D'acord amb Pa Olabimtan, nomenat missatger del Oba el 1926, el Festival d'Oodua dura cinc dies (setmana iorùbá) i acaba amb la immolació de dues vaques, que es condueixen al llarg del poble i són copejades per pals fins que moren. L'últim dia - clímax de la festivitat - qualsevol pot agafar un pollastre o gallina perduda i menjar-la, sense demanar permís.
Segons dades, el festival no podia celebrar-se a causa que una de les vaques hauria de proporcionar-la el sobirà local (l'altra els membres del poblat). No obstant això, com fins fa poc no hi havia rei, aquesta tradició no es podia mantenir.
Segons cronistes de l'època, les festivitats d'Odùdúwà a Ado van tenir gran lluentor en el s. XIX i comptaven amb la participació de les personalitats importants de la localitat. En aquesta mateixa zona, cada cinc dies se li oferien a Odúa gallines i animals afins, demanant fills i altre gènere de benediccions.

## El seu culte a Cuba
En arribar al nou món, va caldre alterar les funcions espirituals d'algunes deïtats. Així doncs, Olókun va passar a ser òrìşà de la profunditat de l'oceà, al mateix temps que Yemoja (Yemayá) va esdevenir propietària dels mars, de ser amb prou feines protectora del riu Òògùn (medicinal). Òşun (Oshún) va passar a ser propietària de tots els rius i altres deïtats fluvials mentre Oyá, Obba i Yewá, van perdre aquest caràcter i van ser situades en els cementiris, pels seus misteriosos vincles al món dels difunts.
Odùdúwà va ser una de les deïtats que va canviar el caràcter entre nosaltres: de rei suprem, cap de la dinastia, representació divina de la reialesa i l'estat, es va tornar rei del inframon, dels secrets dels ancestres i la mort Egun (morts) i Iku (la mort). Se li va accentuar molt la seva categoria de primer ancestre - principal raó per considerar-lo rei dels morts - i el seu vincle amb les profunditats del subsòl (associant-ho amb la mort).
Els afrocubanos consideren que "conforma juntament amb Obbatala i Orunmila, una important trinitat dins de l'oracle ioruba. Amb Obbatala, va crear el món, mentre que amb Orunmila, va ser l'encarregat d'ensenyar-li els secrets de Ifá, ja que va ser el primer Oba que va fer Itá a la terra".
I encara que inicialment va ser patrimoni dels oló'rìşà (literalment 'amo de òrìşà', o sigui, persona iniciada en aquest sacerdoci), particularment els egbádò, que van portar la seva reverència a Cuba (Odúa no ve a l'illa per tradició d'Ifè), amb el temps es va associar de forma gairebé absoluta a Ifá, assegurant, de forma errònia, que els únics que tenen potestat per consagrar-ho són els babalawos.

## La seva història a Cuba
Segons la rica tradició oral, Odùdúwà va ser portat a Cuba pels iorùbá ègbádò, de la regió on, segons documentació de l'època, Odúa era una deïtat molt venerada (veure Hail Orisa, de McKenzie). Aquí compartia amb Yewá i Obàtálá el domini espiritual. Fins i tot, alguns consideren que era una espècie de deïtat doble amb Obàtálá, d'aquí la gran associació a Cuba d'ambdues deïtats. Fins i tot com a Brasil, se la va considerar un camí suprem d'Obàtálá, la qual cosa, és inexacte.
S'assegura que va ser Monserrate González (Ápoto, Obà t'èrò, Rei de la Paciència, oní Sàngó) la que el va introduir a l'illa, encara que hi ha altres versions. Monserrate va llegar a la seva principal fillola Fermina Gómez (Òòşà'biyi - Oshá'bí, procreada per la deïtat), dues de les principals divinitats del panteó afrocubà: Odúa i Olókun. Fermina li va donar Odúa a Cuca (Odù'biyi, Procreada per Odúa), que es va tornar la gran especialista en aquesta deïtat i en Yewá (natural especialitat dels ègbádò). Altres fonts asseguren que va ser la mateixa Ápoto (o potser una altra religiosa d'idèntic nom) que li va donar Odùdúwà a Cuca, coneguda en endavant com Cuca Odúa.
Sense Cuca no transcorria cap ritu relacionat amb Odùdúwà en la plana Havana-Matances. Per tant, no és de sorprendre, que fos la que va introduir Odúa en la branca d'Ifá, lliurant-li-ho a Arturo Peña (Oturupon Bara'Ife), babalawo de Regla (segons molts el primer a tenir Odùdúwà; encara que hi ha qui assegura que es va tractar de Pedro Pablo Pérez Ogbé'yonu; també se cita a Hilario Barbón i Secundino Crucet, com a intermediaris en el Odúa de Peña, encara que segueixen deixant a Cuca com a font, tant en un com un altre cas; altres versions afirmen que va ser doña Rafaela Odù(n) la que va portar Odúa a l'Havana).
Amb el temps, alguns babalawos van començar a qüestionar la pertinència de suposats sacerdots menors lliuressin la deïtat més important del culte i a més de fonamentar-se les seves pròpies representacions materials (diferents de l'original), van començar a assegurar que posseïen l'exclusivitat per a la seva consagració. Avui dia, aquesta idea està més que estesa entre la comunitat religiosa, per bé que encara hi ha indicis clars de la seva inexactitud.
Com els seus ritus de consagració directa es van perdre o no van arribar a l'illa, des del principi de la santeria, als omo Odùdúwà, se'ls va fer Obàtálá, en virtut de la semblança d'ambdues deïtats (que la seva principal característica és l'ús del color blanc i alguns tabús com el vi de palmell, la sal i els menjars picants, nascuts de la llegenda abans descrita). És evident que a Cuba, és poc conegut el conflicte entre ambdues deïtats.

## El seu culte a Brasil
Encara que els brasilers coneixen bé les llegendes abans narrades, Odúa no és de les deïtats més freqüents en aquest país. Se'l reverència en terreiros o cases de sant específiques i en festivitats marcades com les Águas d'Oxalá, el primer diumenge de les quals li està dedicat. Se'l canta en la Roda d'Oxalá (la seqüència de càntics de Òrìşà-Nlá). Pot tenir 'omo', però pel que sembla només al sud del país va haver-hi algun indici d'iniciació directa. En el Candomblé d'estil Kétu, al omo Odùdúwà, se li pot fer Oxalufã (Òòşà-Olufon) o Xangô Airá (Sàngó Airá, que en realitat no és Sàngó, sinó una deïtat funfun associada al Obà Koso).

## Representació material
"La seva representació material al·ludeix a la formació del món, del qual formen part el regne animal, el vegetal i el mineral. El seu regne són les tenebres més profundes de la nit. Quant al seu aspecte, no té forma, sent en si una immensa massa de poder espiritual que posseeix un ull fosforescent. Viu en un receptacle en forma de cofre de plata, el qual es protegeix amb un cadenat o forrellat. Aquest cofre rares vegades s'obre, encara que es recomana no fer-ho. S'ha de protegir de la llum, perquè viu en la foscor".
Odúa a Àfrica, Brasil i originalment a Cuba es representa per una igbá (carabassa, jícara) blanca, on es col·loquen els seus elements rituals. Durant anys a l'illa, els santers i fins i tot els primers babalawos lliuraven Odùdúwà en sopera, que com la igbá al·ludia al seu caràcter de Creador, doncs representava el planeta, que pels iorùbá, era rodó, molt abans que aquesta idea prengués a Occident. No obstant això, per la influència notòria d'Ifá, on va començar a donar-se en cofre - que representa la tomba (fixin-se en el caràcter mortuori que va rebre a l'illa) - avui dia és difícil veure un Odùdúwà en sopera o en un objecte semblant.
S'utilitza un cofre, amb una càrrega mística, que no correspon amb la mateixa que es lliura en el 'Odúa de santer', com se li ha donat a cridar a l'estil originari de consagració.
La seva parafernàlia és totalment blanca, encara que requereix vermell en determinats detalls. Per influència d'Ifá, se li ha agregat verd, la qual cosa és congruent amb tradicions ancestrals.

## Els seus ileke (collarets)
Els seus collarets són variats. Bàsicament es fan de comptes blancs, transparents i de color cacau. Usa ivori, corals vermells, nacre. Se sol enfilar en combinacions de 4, 8 o 16 (sobretot aquest últim nombre, la seva xifra sagrada - totes les coses d'Odúa han de ser en aquest nombre o excepcionalment 8 o 10, un altre nombre que se li associa fortament, doncs regeix aquest odù del caragol). Els collarets d'Odúa en Ifá utilitzen també vermell, verd i negre (que és tabú en la santeria).

## Els seus atributs
Adjá (campana) o Agogó (ídem) de 8 boques: 4 a un extrem i 4 a un altre. Objectes de fadaká (plata, el seu metall sagrat) i iké (ivori, el seu material sagrat).

## Els seus 'camins'
Com a moltes deïtats afrocubanas, Odùdúwà, se subdivideix en un gran nombre de camins, els quals moltes vegades inclouen deïtats associades a Ell a Àfrica (esposes, fills, descendents, reis, etc.). Va succeir en aquest cas, com amb Obàtálá, que va subsumir als òrìşà funfun.
Entre els principals estan Agbéjì (el major), Àremú (el més freqüent), Apalosiyan (Akualosiñá), etc.

## Deïtats associades
A Cuba Odúa se sol lliurar amb Boromú i Borosián, deïtats menors, d'origen i funcions indeterminats, que solen cridar-se Els seus 'guardieros' (custodis, guardians). Originalment, Odúa es lliurava amb prou feines amb Boromú. Borosián, òrìşà del culte de Yewá, es va agregar molt més tard.
Donat el seu vincle natural de ancestralitat, Sàngó és un dels déus iorùbá més proper a Odùdúwà, fins i tot es considera que Sàngó és reencarnació d'Odúa. Per aquesta i diverses raons és testimoni de la consagració d'Odùdúwà.
Per la seva banda Òşun, es considera la 'custòdia' del seu ojúbo (espai d'adoració, receptacle).
També se sol dir que O'sun (no confondre amb l'anterior, aquest és el custodio d'Orí, la divinitat personal de cada individu i espècie de callau ritual d'aquells que han estat consagrats en Odù), té vincle amb Odúa, quan no es diu que és Ell mateix. Algunes cases solen lliurar O'sun 'd'extensió' (entengui's de la grandària de la persona), juntament amb Odùdúwà. La confusió pot venir del vincle Odùdúwà/Odù i de les seves representacions antropomorfes, que sempre ho presenten amb un ceptre, en el topall del qual, a diferència de la versió cubana, hi ha un gall i no una coloma.
En la santeria Odúa requereix Obàtálá per a la seva consagració. En Ifá no és necessari. En aquest mateix marc Olókun segueix associant-se-li, encara que no en caràcter és esposa, doncs per influència de Benín, Olókun va passar a ser deïtat masculina en el Ifá afrocubano (contrari a la versió africana que diu que Olókun és l'última esposa de Òrúnmílà, que avui dia resideix en el seu ric palau submarí).
Hi ha altres deïtats menors, moltes d'elles, amb prou feines esmentades, però que no requereixen materialització.
En determinades cases s'exigeix tenir Òòşà-Nlá, Obànlá i Yewá, abans de rebre Odúa, però això no és una generalitat.

## Fills de Oduduwa
En el passat solien ser poc freqüents, però la pràctica actual indica que no és així, doncs cada vegada es determinen més persones que han de seguir la devoció d'aquest òrìşà, com a deïtat de capçalera o tutelar (també conegut com a Àngel de la guarda, en l'afrocubà o òrìşà alàgbàt'orí - llegeixi's alawatorí - en el tradicionalisme).
Com no existeix ritu de adoshú (consagració directa, 'coronació'), se sol lliurar els seus caps Obàtálá (encara que hi ha qui assegura, com succeeix a Brasil, que se li pot fer Sàngó, però això no es veu).
Hi ha molts corrents en aquest sentit:
1) indica que ha de fer sant i amb el temps, rebre Odúa;
2) indica que s'ha de rebre Odúa previ a la consagarción d'Obàtálá (ja sigui per Ifá, més freqüent, o per la Osha) i si fos home i es té camí d'Ifá, passar pel procés de tefá (consagració com babalawo);
3) indica que els individus amb camí d'Ifá han de 'rentar sant' (rebre els seus objectes rituals, sense passar per la consagració completa), fer Ifá i una vegada en aquest marc rebre Odùdúwà, que el seu itá (pronòstic, adivinación de futur) faran ells mateixos com iniciats per mediació dels ikines;
4) indica que han de rebre Odùdúwà (per la via que anàs) i viure amb aquest fonament la resta de les seves vides, ja que no necessiten res més (aquesta forma té l'inconvenient que a aquestes persones no se'ls considera oló'rìsà, ni poden fer gens amb la seva deïtat, excepte adorar-la).
Arquetip
Els seus 'fills' solen ser d'intel·ligència incisiva, molt detallistes, observadors i daus a la intel·lectualitat i el món jurídic. De gran sentit crític. Tot ho raonen. Tot ho qüestionen. Solen ser exigents amb els quals els envolten i, en particular, amb si mateixos. Perfeccionistes. Minuciosos. Amb sentit de la jerarquia i l'autoritat. Desconfiats. Recelosos. Un oríki indica que Odúa és un òrìsà que "mira de reüll". Aquesta característica sembla imperar en els seus fills. Altament intuïtius, donat el seu ric món espiritual.
Per moments tancats, opacados, discrets i silenciosos; amb tendència a l'angoixa, susceptibilitat i cert sofriment, per les moltes proves que els toca passar durant la seva vida. Però amb la maduresa gradual, guanyen confiança, es creixen davant les dificultats i aconsegueixen imposar-se en el seu mitjà, que moltes vegades els resulta aliè, si no hostil. Per això prefereixen la solitud i eviten les multituds nombroses. L'explicació d'aquests processos i tendències vitals, la trobem en Les seves llegendes ancestrals. Per als creients iorùbá i els seus descendents afroamericans, la personalitat de la deïtat progenitora de l'individu, es reflecteix en la dels seus fills.
En un dels versos tradicionals d'Ifá s'indica que Odúa sofria i va ensopegar amb la felicitat, mostrant la possibilitat de semblant sort per als seus protegits, els quals haurien de meditar l'emigració - atès que està en la seva trajectòria terrena - com una font d'èxit. Odùdúwà, quan va encarnar, va haver de deixar la seva localitat natal, darrere d'altres terres. En unes versions ve de la Mecca, d'on va ser expulsat per intolerància religiosa; en altres de Benín, on era un príncep hereu i per intrigues de la madrastra va haver de deixar el seu país, per buscar una nova pàtria, on es va instal·lar i en edat madura va poder consolidar El seu regne.
Tenen una bona dosi d'agressivitat, com la seva òrìşà, que, contrari a la idea generalitzada a Cuba, on se li creu deïtat pacífica i tranquil·la, és un guerrer-conqueridor, que fins i tot ha de ser pacificado ritualment de variades maneres. Així i tot, no perden el control amb facilitat i sempre tenen domini de la situació on es trobin. Seria el 'guerrer-madur'.
Físicament els homes solen ser alts, amb tendència a la primesa, encara que també n'hi ha amb sobrepès. Les femelles, moltes vegades tenen una remarcable bellesa i pits pronunciats (la seua gran característica). En la infància poden ser fràgils i malaltissos.
Cap escapa a la marca de la ancianidad prematura, que d'una manera o un altre es fa evident en el seu fenotip. Solen ser madurs abans d'hora, la qual cosa els permet veure el món amb ulls diferents dels dels seus semblants. Se'ls poden associar les característiques dels fills del odù Òfún Méjì, dau a l'estret vincle d'Odúa a aquest signe d'Ifá.
Els adeptes d'Odùdúwà en la tradició afrocubana han d'atenir-se a rigoroses regles morals, perquè es considera que la seva deïtat no els perdonarà un desliz en cas que es cometi, més si ha estat advertit per Aquest, ja que La seva paraula té caràcter de 'sentència'. Com tots els fills de òòsà funfun han d'evitar les begudes alcohòliques, la sal i la conducta licensiosa. Han d'usar blanc amb freqüència i procurar no exposar-se de forma directa als rajos del sol o el serè nocturn.

## Eines
Són diferents en la Santería i Ifá i pel seu caràcter secret no han de ser divulgades en aquest marc.

## Ofrenes
Odúa pot menjar qualsevol tipus d'animals, perquè no té limitacions en aquest sentit. No obstant això, amb més freqüència se li immolen la cabra blanca, gallina, guatlla, guineu i colomes. Encara que també se li pot donar carner. A Àfrica sol menjar animals mascles, mentre que Obàtálá, com a Cuba, només menja animals femelles.
Se li posen adému (adimú, ofrenes de menjar) variades, entre ells eko, ekrú, boles de ñame (ishú), etc. Aquestes últimes, s'amaneixen amb epó (llard de corojo), no amb òrí (llard de cacau), com Obàtálá. Usa molt d'efun (pellofa, guix blanc a Àfrica).

## Els seus cants
Avui dia molts d'ells han estat oblidats a Cuba i a Brasil. Molts altres han estat confosos, donat el desconeixement dels fills de la Diàspora de l'idioma yorùbá. Heus aquí, els que més sovint s'entonen la Santería afrocubana. Els cants que en la Diàspora afrocubana es dediquen a Olófin (presumptament l'Ésser Suprem), en realitat, quan són traduïts i analitzats en context, indiquen que es tracta d'orín (cants) a Odùdúwà, que com s'ha dit és Olófin Àiyé.
- Agbéjì O, llot, iwo'nlo
- 'Gbon'peli akamo'kamo Ado
- Oyo li, gbogbo jo'li Odúa'gbéjì ba ri dt. ja
- Akamo Ado'l'èrò, ko şi la meva lódó
- Ayó aniré mo dona nko, jo ire mo dona nko
- Agemo el ni're, modúpé lowo Agbeji
- Obà'nlá aquest, Àremú, Obà n Sàlàkó I
- W'Àiyé, w'Àiyé l'oyin o, Àremú W'Àiyé'kala mefa O!
- Agbe wero n'omo dt. dubule Omu Gaga
- Odù'Àremú O!
- Bàbá el meu sokoto Àremú peli Àiyé
- Odundun Àremú
- Eni obà, Àremú Odùdúwà
- Eee alàgbà i
- O ku o! ago lònà (Àremú Odùdúwà) (el més comunament conegut)
- I ki Bàbá o ku Àiyé!
- Ilè si dt. bo omo aláşi aniré o
- Odù lá gbe
- Boromu àgbà olóre re
- Olófin (o)ló'wa
- Àwa kunle kí Olófin
- Ooni I, a i!
- Olófin, omo iku Àiyé
- Ofifi omo Odùdúwà
- Òòşa'gbéjì Olófin (O)bà'nlá
- Ònà(i)re o, Odù'Agbéjì (usualment se li canta a Ibéjì)
- Ibéjì'l'aquest Àremú (ídem a anterior)
També es poden agregar altres cants per Obàtálá com:
- (I)gbádò'(o)ke, ègbádò'(o)ri dt. (en homenatge als ègbádò que trajero El seu culte a Cuba i Ho tenien per una de les seves deïtats més importants)
- Ni(i)gbe, ni(i)gbe ègbádò
Se li ha de cantar, després dels cants de Òşun i Òrúnmílà, la qual cosa rarament succeeix avui dia; poques cases conserven aquesta tradició. No obstant això en el va orar ìlù (reverència feta amb tambors o 'or sec'), el seu toc és obligatori i tanca els dels altres òrìşà.

## Odù pels quals es manifesta
Odùdúwà pot manifestar-se per via de l'oracle d'Ifá o del erindilogun (caragol). És un error assegurar que mai parla per caragol, perquè sí que ho fa en els odù: 8 (Eji-onilè o Ogbè), 10 (Òfún), 14 (Mérìnla) & 16 (Mérìndilogun). El seu signe per excel·lència en tal cas és Òfún, també conegut per Méwà (deu en yorùbá). En Ifá normalment parlen en diversos méjì (oló'dù - 16 odù principals), però de forma fonamental en Éjì-Ogbè, la seva odù de baixada a la Terra i Òfún Méjì (Orangun), que ho encarna en la seva forma més elevada. Hi ha molts altres odù on recullen llegendes relacionades amb la deïtat, fonamentalment, que narren de forma simbòlica detalls dels seus ritus i consagracions (la majoria d'ells van ser creats a l'Illa).